# Истобенский Троицкий монастырь
Исто́бенский Тро́ицкий монасты́рь (Истобенская Троицкая пустынь) — мужской монастырь в селе Истобенском, ныне Оричевский район, Кировская область, Россия.
Принадлежал Вятской епархии Русской православной церкви. Впервые упоминается в Переписной книге А.Толочанова и А.Иевлева 1629, где говорится, что монастырь «стал вново». В 1662 имел 30 дворов крепостных крестьян, в 1722 — 143 двора с 1176 душами.
В монастыре имелась главная соборная Троицкая церковь с теплым приделом Введения Богородицы, надвратная Иоанно-Богородицкая церковь, колокольня, настоятельские и иноческие кельи, скотный двор, сенные покосы, мельницы, рыбные ловли, хлебня, погреба, баня. Был обнесён деревянной оградой.
В 1725 году упразднён, иноки переведены в Орловский Спасский монастырь. В 1727 возобновлён. Монахи основали село Пищалье, где были земли монастыря. После закрытия монастыря в 1776 году, иноков перевели в Соликамский Вознесенский монастырь.

## Известные настоятели (годы упоминания)
- Иосиф (Изергин), игумен
- Арсений (Протасьевых), игумен
- Дамиан, игумен (1730)
- Иоанн, игумен (1741)
- Авраамий, игумен (1750—1758)
- Мисаил, игумен (1767)
- Пахомий, игумен (до 1776)